# Botshabelo
Botshabelo [botsʰɑˈbelɔ] (Sesotho, dt.: „Zuflucht“) ist eine Stadt in der südafrikanischen Provinz Freistaat. Sie liegt in der Metropolgemeinde Mangaung. Trotz seiner hohen Einwohnerzahl ist Botshabelo nur auf wenigen Landkarten verzeichnet.

## Geographie
Botshabelo hat 181.712 Einwohner (Volkszählung 2011). Die Stadt liegt rund 50 Kilometer östlich von Bloemfontein südlich der Nationalstraße N8, die nach Maseru in Lesotho führt. Die Bevölkerung besteht vor allem aus Basotho und Xhosa.
Botshabelo liegt im meist recht flachen, baumarmen südafrikanischen Highveld auf rund 1400 Metern über dem Meeresspiegel.
Wenige Kilometer östlich von Botshabelo liegt die Stadt Thaba Nchu.

## Geschichte
Im Zuge der Apartheid wurde 1976 in der Nähe von Thaba Nchu das Lager Kromdraai als Siedlung für Schwarze gegründet. Das Gebiet kam 1977 zum damaligen Homeland Bophuthatswana, das als Wohnort für Batswana vorgesehen war, so dass die dort lebenden Basotho und Xhosa eine neue Bleibe suchen mussten. 1979 wurde das Lager von der Polizei Bophuthatswanas aufgelöst. Der damalige Premierminister des rund 200 Kilometer entfernten Basotho-Homelands QwaQwa, Tsiame Kenneth Mopeli, organisierte eine Fläche auf dem Gebiet der früheren Farm Onverwacht, westlich des zu Bophuthatswana gehörenden Gebietes, auf dem die neue Township errichtet wurde. Um 1980 bürgerte sich für die Siedlung der Name Botshabelo ein. Die Township wurde nach Soweto die zweitgrößte ihrer Art in Südafrika. Botshabelo wurde am 2. Dezember 1987 gegen den Willen der Mehrheit ihrer Bewohner nach QwaQwa eingegliedert, wodurch sich dessen Einwohnerzahl ungefähr verdoppelte. 1994 wurde QwaQwa aufgelöst und im Jahre 2000 wurde Botshabelo Teil der Gemeinde Mangaung.
Die Slumsiedlung Onverwacht erlangte wegen ihrer extrem skandalösen Lebensverhältnisse in den 1980er Jahren im In- und Ausland Aufmerksamkeit. Das beruhte auf dem Umstand, dass die Bewohner mancher Umsiedlungslager, so auch hier, in keinem Verantwortungsbereich von Chiefs lagen und Homelandregierungen oder die „weiße“ Eingeborenenverwaltung sich nicht zuständig fühlten. Dadurch bestand dort kein Anrecht auf die Einrichtung und Nutzung  von Communal Land, was für Bewohner die Möglichkeit einfacher Lebensgrundlagen bedeutet hätte. Die desaströsen Lebensumstände an diesem Ort gaben Anlass dazu, sogar in Publikationen während des Apartheidsystems darüber zu referieren.
2011 kam Botshabelo zur Metropolgemeinde Mangaung.

## Wirtschaft und Verkehr
Botshabelo ist seit seiner Gründung ein Wohnort für Schwarze, die in Bloemfontein arbeiten. Seither haben sich dort rund 140 Fabriken angesiedelt, überwiegend aus der Textilverarbeitung. Die Stadt liegt trotz ihrer hohen Einwohnerzahl abseits der wichtigen Verkehrswege. Nördlich verlaufen in Ost-West-Richtung die Nationalstraße N8 und die Bahnstrecke Bloemfontein–Bethlehem, die planmäßig nur noch im Güterverkehr betrieben wird.

## Sehenswürdigkeiten
- Südwestlich der Stadt liegen der Stausee Rustfontein Dam und das Naturschutzgebiet Rustfontein Nature Reserve.

## Sonstiges
- Ein Museumsdorf der Ndebele in der Provinz Mpumalanga und ein Projekt zur Unterstützung von AIDS-Kranken in Midrand in der Provinz Gauteng heißen ebenfalls Botshabelo.

## Persönlichkeiten
- Masabata Klaas (* 1991), Cricketspielerin